# Ceratostylis heleocharis
Ceratostylis heleocharis är en orkidéart som beskrevs av Rudolf Schlechter. Ceratostylis heleocharis ingår i släktet Ceratostylis och familjen orkidéer. Inga underarter finns listade i Catalogue of Life.